# Winkler County
Das Winkler County ist ein County im Bundesstaat Texas der Vereinigten Staaten. Das U.S. Census Bureau hat bei der Volkszählung 2020 eine Einwohnerzahl von 7.791 ermittelt. Der Verwaltungssitz (County Seat) ist Kermit.

## Geographie
Das County liegt im Westen von Texas, grenzt an die Südostspitze von New Mexico und hat eine Fläche von 2179 Quadratkilometern, ohne nennenswerte Wasserfläche. Das County grenzt im Uhrzeigersinn an folgende Countys: Andrews County, Ector County, Ward County, Loving County und Lea County in New Mexico.

## Geschichte
Winkler County wurde 1887 aus Teilen des Tom Green County gebildet. Benannt wurde es nach Clinton McKamy Winkler, einem Richter und Colonel der Konföderierten Staaten von Amerika.

## Demografische Daten

Alterspyramide des Winkler County

Nach der Volkszählung im Jahr 2000 lebten im Winkler County 7.173 Menschen in 2.584 Haushalten und 1.969 Familien. Die Bevölkerungsdichte betrug 3 Einwohner pro Quadratkilometer. Ethnisch betrachtet setzte sich die Bevölkerung zusammen aus 74,81 Prozent Weißen, 1,85 Prozent Afroamerikanern, 0,45 Prozent amerikanischen Ureinwohnern, 0,20 Prozent Asiaten und 20,35 Prozent aus anderen ethnischen Gruppen; 2,34 Prozent stammten von zwei oder mehr Ethnien ab. 44,00 Prozent der Einwohner waren spanischer oder lateinamerikanischer Abstammung.
Von den 2.584 Haushalten hatten 39,2 Prozent Kinder oder Jugendliche, die mit ihnen zusammen lebten. 61,8 Prozent waren verheiratete, zusammenlebende Paare 10,1 Prozent waren allein erziehende Mütter und 23,8 Prozent waren keine Familien. 21,7 Prozent waren Singlehaushalte und in 11,3 Prozent lebten Menschen im Alter von 65 Jahren oder darüber. Die durchschnittliche Haushaltsgröße betrug 2,72 und die durchschnittliche Familiengröße betrug 3,18 Personen.
29,8 Prozent der Bevölkerung war unter 18 Jahre alt, 8,7 Prozent zwischen 18 und 24, 26,1 Prozent zwischen 25 und 44, 21,0 Prozent zwischen 45 und 64 und 14,3 Prozent waren 65 Jahre alt oder älter. Das Durchschnittsalter betrug 35 Jahre. Auf 100 weibliche Personen kamen 96,4 männliche Personen und auf 100 Frauen im Alter von 18 Jahren oder darüber kamen 93,7 Männer.
Das jährliche Durchschnittseinkommen eines Haushalts betrug 30.591 USD, das Durchschnittseinkommen einer Familie betrug 34.021 USD. Männer hatten ein Durchschnittseinkommen von 31.140 USD, Frauen 18.967 USD. Das Prokopfeinkommen betrug 13.725 USD. 14,4 Prozent der Familien und 18,7 Prozent der Einwohner lebten unterhalb der Armutsgrenze.

## Städte und Gemeinden
- Kermit
- Wink